# STAR BOX (Xのアルバム)
『STAR BOX』（スター・ボックス）は、1999年1月30日に発売された、日本のロックバンド、X（現・X JAPAN）のベスト・アルバム。

## 解説
Sony Recordsがベストアルバムの廉価盤として立てた企画『STAR BOX』シリーズの一つ。限定盤は10万枚の限定生産。その後、『STAR BOX』シリーズ作品としては本作のみ通常盤がリリースされた。ソニーとの契約解消後のリリースかつレコード会社の企画版であり、メンバーの意向とは一切関わりのない作品である。「紅」はイントロにストリングスが入っていないシングル・バージョンだが、シングルで同トラックに収録されていた「+YOUR VOICE」は収録されていない。

## 収録曲
| #         | タイトル            | 作詞・作曲   | 時間  |
| --------- | ------------------- | ------------ | ----- |
| 1.        | 「紅」              | YOSHIKI      | 5:50  |
| 2.        | 「JOKER」(LIVE)     | HIDE         | 5:18  |
| 3.        | 「BLUE BLOOD」      | YOSHIKI      | 5:03  |
| 4.        | 「ENDLESS RAIN」    | YOSHIKI      | 6:34  |
| 5.        | 「Miscast」         | HIDE         | 5:14  |
| 6.        | 「CELEBRATION」     | HIDE         | 4:49  |
| 7.        | 「Love Replica」    | HIDE         | 4:36  |
| 8.        | 「XCLAMATION」      | HIDE & TAIJI | 3:57  |
| 9.        | 「WEEK END」(LIVE)  | YOSHIKI      | 5:57  |
| 10.       | 「Silent Jealousy」 | YOSHIKI      | 7:18  |
| 11.       | 「X」(LIVE)         | YOSHIKI      | 9:43  |
| 12.       | 「Say Anything」    | YOSHIKI      | 8:39  |
| 合計時間: | 合計時間:           | 合計時間:    | 72:58 |